# آپر ایست ساید
آپر ایست ساید (بخش شرقی بالایی) یکی از محلات معروف در منهتن نیویورک است. این محله بین سنترال پارک و ایست ریور واقع است. آپر ایست ساید محل زندگی بسیاری از هنرمندان و ثروتمندان نیویورک هست.
اَپر ایست ساید (به‌اختصار: UES) یکی از محله‌های منهتن در شهر نیویورک است. این محله تقریباً از شمال به خیابان ۹۶، از شرق به رودخانه ایست، از جنوب به خیابان ۵۹ و از غرب به سنترال پارک و خیابان پنجم محدود می‌شود. در این محله، چند منطقهٔ کوچکتر همچون لنکس هیل، کارنگی هیل و یورک‌ویل جای دارند. این ناحیه زمانی به نام «منطقهٔ جوراب ابریشمی» شناخته می‌شد و مدت‌هاست که به‌عنوان ثروتمندترین محلهٔ شهر نیویورک شناخته می‌شود.
اَپر ایست ساید بخشی از ناحیهٔ اجتماعی شماره ۸ منهتن است و کدهای پستی اصلی آن عبارت‌اند از: 10021، 10028، 10065، 10075 و 10128. این منطقه تحت نظارت حوزهٔ نوزدهم اداره پلیس نیویورک قرار دارد.

### جغرافیا
مرزهای محله‌ها در شهر نیویورک به‌طور رسمی تعیین نشده‌اند، اما طبق  دانشنامهٔ شهر نیویورک، مرزهای اَپر ایست ساید عبارت‌اند از: خیابان ۵۹ از جنوب، خیابان ۹۶ از شمال، خیابان پنجم از غرب و رودخانه ایست از شرق. راهنمای معماری راهنمای AIA برای شهر نیویورک مرز شمالی را تا خیابان ۱۰۶ در نزدیکی خیابان پنجم گسترش می‌دهد.
خیابان‌های شمالی-جنوبی این منطقه شامل خیابان پنجم، مدیسون، پارک، لکسینگتون، سوم، دوم، اول، یورک و ایست اند هستند، که آخری فقط از خیابان ۷۹ شرقی تا خیابان ۹۰ شرقی امتداد دارد. خیابان‌های اصلی شرقی-غربی عبارت‌اند از: خیابان ۵۹، خیابان ۷۲، خیابان ۷۹، خیابان ۸۶ و خیابان ۹۶.
برخی از مشاوران املاک از اصطلاح «اَپر ایست ساید» برای توصیف مناطقی که اندکی شمال خیابان ۹۶ و نزدیک خیابان پنجم قرار دارند استفاده می‌کنند، تا از پیوند دادن این مناطق با ایست هارلم، که معمولاً کمتر معتبر تلقی می‌شود، خودداری کنند.

### نواحی تاریخی

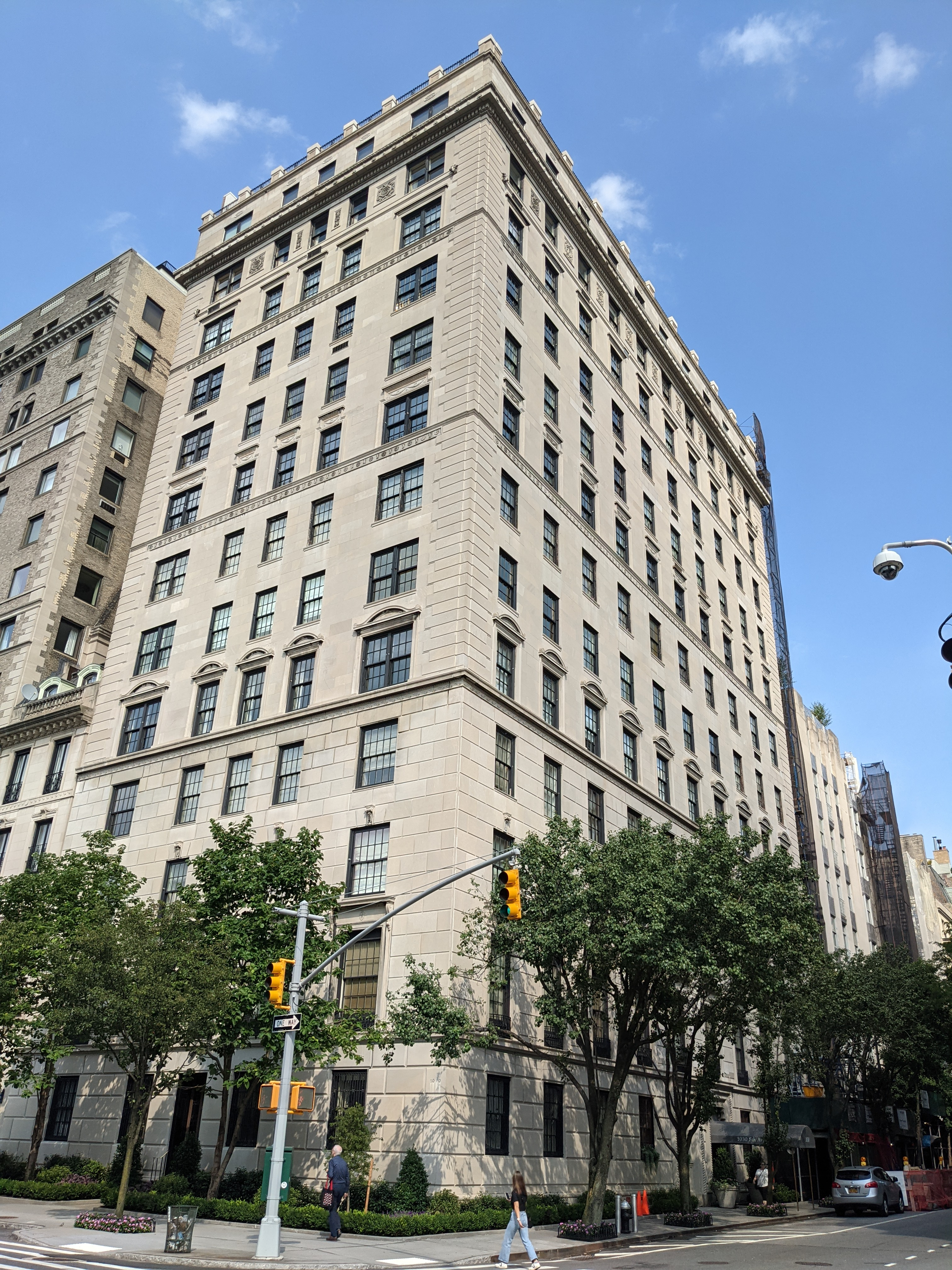
ناحیه تاریخی موزه متروپولیتن، تعیین‌شده در سال ۱۹۷۷

ناحیه تاریخی آپر ایست ساید در سال ۱۹۸۱ به‌عنوان یک ناحیهٔ تاریخی شهری تعیین شد و در سال ۱۹۸۴ در فهرست ملی اماکن تاریخی ایالات متحده آمریکا ثبت گردید. این ناحیه از خیابان ۵۹ تا ۷۸ در امتداد خیابان پنجم امتداد دارد و در برخی نقاط تا خیابان سوم نیز کشیده می‌شود.: 3  این ناحیه شامل ساختمان‌های مسکونی ساخته‌شده پس از جنگ داخلی آمریکا، خانه‌های اعیانی و خانه‌های شهری مربوط به اوایل سدهٔ بیستم، و همچنین ساختمان‌های آپارتمانی ساخته‌شده در دوره‌های بعدی است. در سال ۲۰۱۰، این ناحیه با افزودن ۷۴ ساختمان دیگر اندکی گسترش یافت.: 4 
ناحیه تاریخی موزه متروپولیتن در سال ۱۹۷۷ به‌عنوان ناحیه‌ای شهری تعیین شد. این ناحیه شامل املاکی در امتداد خیابان پنجم، بین خیابان‌های ۷۹ تا ۸۶، روبه‌روی موزه متروپولیتن هنر و همچنین املاکی در برخی خیابان‌های فرعی اطراف است.: 2 
ناحیه تاریخی پارک اَوِنیو در سال ۲۰۱۴ تعیین شد و شامل ۶۴ ملک در امتداد خیابان پارک، بین خیابان‌های ۷۹ تا ۹۱ است.: 4 
ناحیه تاریخی کارنگی هیل در سال ۱۹۷۴ به‌عنوان ناحیه‌ای شهری تعیین شد و در سال ۱۹۹۳ گسترش یافت. این ناحیه شامل ۴۰۰ ساختمان است که عمدتاً در امتداد خیابان پنجم، از خیابان ۸۶ تا ۹۸، و در خیابان‌های فرعی به‌سوی شرق، تا خیابان‌های مدیسون، پارک و لکسینگتون قرار دارند.: 3 
دو ناحیه تاریخی شهری کوچک‌تر نیز در این منطقه وجود دارند. ناحیه تاریخی هندرسون پلیس، که در سال ۱۹۶۹ تعیین شد، شامل خانه‌های شهری واقع در خیابان ایست اند، بین خیابان‌های ۸۶ و ۸۷ است که توسط جان سی. هندرسون در سال ۱۸۸۱ ساخته شدند. ناحیه تاریخی تردول فارم نیز در سال ۱۹۶۷ تعیین شد و شامل ساختمان‌های آپارتمانی کم‌ارتفاع در خیابان‌های ۶۱ و ۶۲ شرقی، بین خیابان‌های دوم و سوم، در زمین‌های مزرعهٔ سابق آدام تردول است.

### تاریخچه

#### توسعه

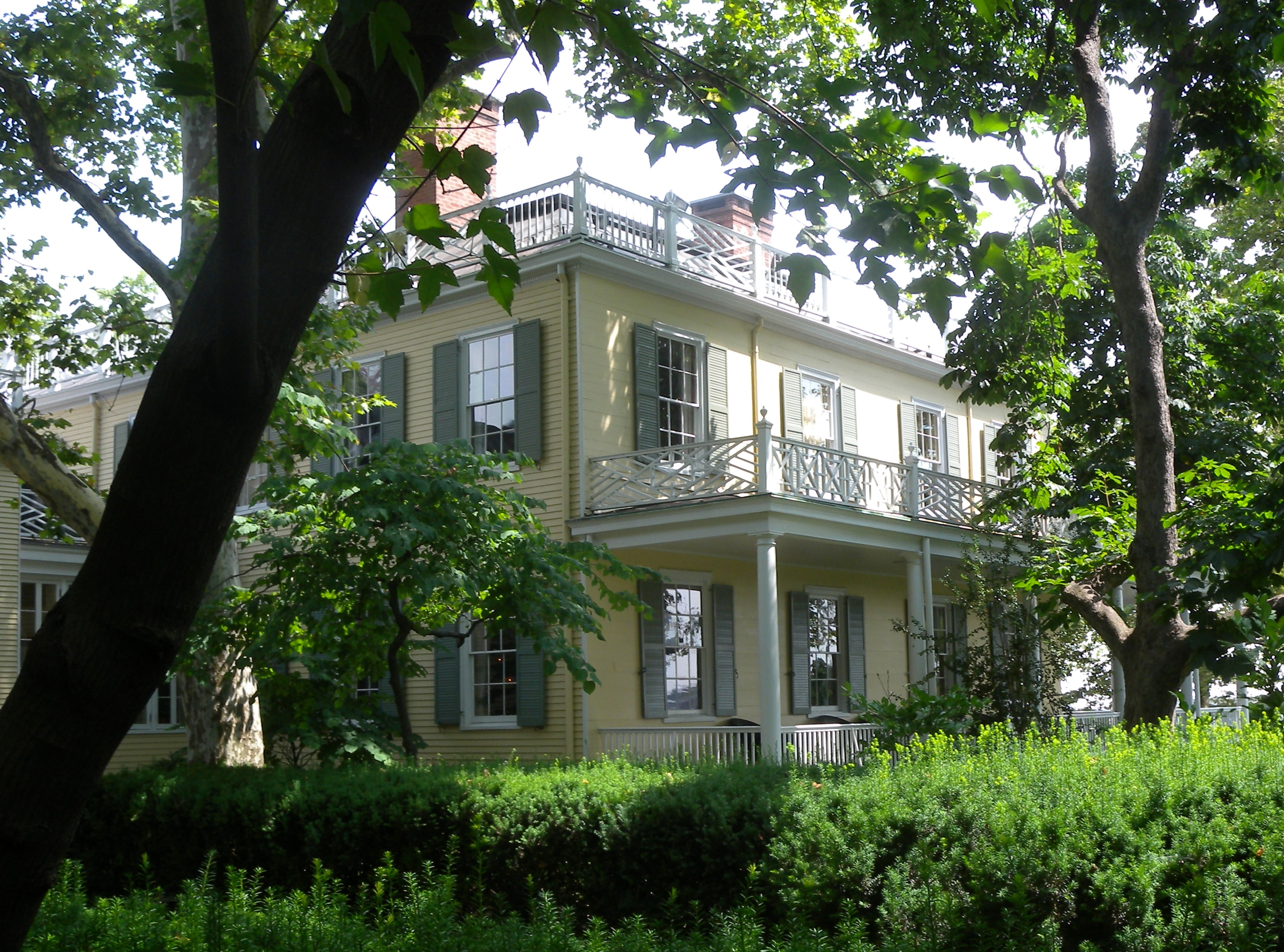
عمارت گریسی، اقامتگاه رسمی شهردار نیویورک و آخرین ویلای باقی‌مانده در امتداد رودخانه ایست

پیش از ورود اروپایی‌ها، در دهانهٔ نهرهایی که در سواحل رودخانه ایست جریان داشتند و کناره‌ها را فرسایش می‌دادند، احتمالاً اردوگاه‌هایی برای ماهیگیری توسط بومیان لنَپی برپا می‌شده‌است. آنان با آتش‌سوزی‌های کنترل‌شدهٔ دوره‌ای، پوشش جنگلی انبوه بلوط–گردو را در سطح زمین باز نگه می‌داشتند.
در سدهٔ نوزدهم، زمین‌های زراعی و باغ‌های بازاری منطقه‌ای که بعدها به اَپر ایست ساید تبدیل شد، هنوز در امتداد جاده پستی بوستون و از سال ۱۸۳۷ خط راه‌آهن نیویورک و هارلم قرار داشت. این راه‌آهن موجب رشد تدریجی تجاری اطراف ایستگاه محلی آن در خیابان ۸۶ شد، که به مرکز محلهٔ آلمانی‌نشین یورک‌ویل بدل گشت. چشم‌انداز رودخانه ایست از فراز صخره‌ها، که از «مونت پلیزنت» متعلق به جیمز ویلیام بیکمن در شمال خلیج ترتل تا عمارت گریسی امتداد داشت، عامل اصلی جذابیت منطقه بود.

#### ظهور ساکنان سرشناس
پیش از پوشاندن تونل پارک اَوِنیو (که در سال ۱۹۱۰ کامل شد)، نیویورکی‌های مرفه از درهٔ دودآلود خط آهن در امتداد خیابان چهارم (که اکنون پارک اَوِنیو نام دارد) دوری می‌کردند و ترجیح می‌دادند خانه‌های اعیانی و خانه‌های شهری خود را در زمین‌های بزرگ خیابان پنجم، روبه‌روی سنترال پارک و در خیابان‌های فرعی مجاور بنا کنند. آخرین تازه‌واردان این موج، ثروتمندان پیتسبورگی، اندرو کارنگی و هنری کلی فریک بودند. دوران طلایی خیابان پنجم به‌عنوان صفی از خانه‌های شخصی اعیانی چندان نپایید: نخستین ساختمان آپارتمانی که جای یکی از این عمارت‌ها را در شمال خیابان پنجم گرفت، ۹۰۷ خیابان پنجم (ساخته‌شده در ۱۹۱۶) در خیابان ۷۲ بود، که ورودی اصلی محله به سنترال پارک به‌شمار می‌رفت.
اکثر اعضای خانواده‌های اشرافی نیویورک در اَپر ایست ساید سکونت داشتند، از جمله خانوادهٔ راکفلرها که از ثروت نفتی برخوردار بودند، خانوادهٔ سیاسی روزولتها، دودمان سیاسی کندیها، خانوادهٔ متمول ویتنی که از راه اسب‌دوانی ثروتمند شده بودند، و خاندان دوک که از صنعت تنباکو و نیروی برق به ثروت رسیده بودند.

## ساکنین مشهور
- وودی آلن
- مایکل بلومبرگ
- ماریا کری
- ولادیمیر هوروویتس
- سارا میشل گلر
- ریکی جرویس
- دیوید اچ. کوک
- اسپایک لی
- مدونا
- ژاکلین کندی
- مارتین اسکورسیزی

در میانهٔ سدهٔ نوزدهم، بیشتر زمین‌های زراعی این منطقه قطعه‌قطعه و تقسیم شده بودند، به‌جز منطقه‌ای به وسعت حدود ۱۵۰ جریب فرنگی (۶۱ هکتار) معروف به جنگل جونز، که از خیابان ۶۶ تا ۷۶ و از جادهٔ پستی قدیم (یعنی خیابان سوم کنونی) تا رودخانه امتداد داشت و همچنین زمین‌هایی که جیمز لنکس به ارث برده بود. لنکس در دههٔ ۱۸۷۰ زمین‌های خود را به قطعات ساختمانی تقسیم کرد، و کتابخانهٔ لنکس را در گوشهٔ جنوب‌غربی مزرعه‌اش در خیابان پنجم ساخت. لنکس همچنین یک بلوک کامل (بین خیابان‌های ۷۰ و ۷۱ و خیابان‌های مدیسون و پارک) را به بیمارستان پرسبیترین اهدا کرد. در آن زمان، در امتداد جاده پستی بوستون، در مکان‌هایی چون خیابان ۷۲ (خانهٔ پنج‌مایلی) و خیابان ۹۷ (خانهٔ شش‌مایلی) کاروان‌سراهایی وجود داشت. یکی از نیویورکی‌ها در سال ۱۸۹۳ به یاد می‌آورد که این میخانه‌ها راهنماهای راه برای مسافران بوده‌اند.
آیندهٔ اشرافی نوار باریکی از منطقه، بین سنترال پارک و شکاف راه‌آهن، از همان ابتدا با ورودی آن در گوشهٔ جنوب‌غربی (شمال منطقهٔ مورد علاقهٔ خانواده وندر بیلت در خیابان پنجم، از خیابان ۵۰ تا ۵۹) تعیین شد. در سال ۱۸۷۰، زنی به نام مری میسون جونز، که مالک بلوکی کامل بین خیابان‌های ۵۷ و ۵۸ و بین خیابان‌های پنجم و مدیسون بود، یک ردیف خانهٔ باشکوه را به‌صورت سرمایه‌گذاری ساخت و در گوشهٔ خیابان ۵۷ و پنجم ساکن شد، گرچه روایت مشهوری که خواهرزاده‌اش، ایدیت وارتون، بعدها نوشت و آن را چنان منزوی ترسیم کرد، واقعیت نداشت؛ همان‌گونه که کریستوفر گری (مورخ معماری) بعدها روشن ساخت:
او عادت داشت در پنجرهٔ اتاق نشیمن خود در طبقه همکف بنشیند، گویی آرام و بی‌اعتنا منتظر بود که زندگی و مد بالاخره به سوی درِ تنها و باشکوه او جریان یابد... او یقین داشت که به‌زودی معادن سنگ، گلخانه‌های چوبی در باغ‌های درهم، و صخره‌هایی که بزها از فراز آن‌ها به منظره می‌نگرند، جای خود را به خانه‌هایی باشکوه همچون خانهٔ خودش خواهند داد.— ایدیت وارتون

## آموزش و فرهنگ
اَپر ایست ساید دارای شماری از معتبرترین مدارس خصوصی شهر نیویورک است، از جمله مدرسهٔ برلی، مدرسهٔ دالتون، مدرسهٔ اسپنس، مدرسهٔ چَپین، مدرسهٔ رامزی هال، مدرسهٔ کنفرانس و مدرسهٔ کننت، که اغلب آن‌ها در خیابان‌های فرعی نزدیک خیابان پنجم یا مدیسون اَوِنیو واقع‌اند. مدارس دولتی منطقه نیز زیر نظر اداره آموزش شهر نیویورک و به‌ویژه ناحیه آموزشی شماره ۲ فعالیت می‌کنند.
از نظر فرهنگی، اَپر ایست ساید میزبان برخی از مهم‌ترین موزه‌های شهر و کشور است، به‌ویژه در امتداد نوار معروف به مایل موزه‌ها (Museum Mile) در خیابان پنجم، از خیابان ۸۲ تا ۱۰۵. این نوار شامل موزه متروپولیتن هنر، موزه گوگنهایم، موزه یهودی، موزه هنر شهر نیویورک و موزه هنر ال بارریو است.
کتابخانه نیویورک نیز شعبه‌هایی در این منطقه دارد، از جمله «شعبه یورکویل» در خیابان ۸۱ شرقی و «شعبه کارنگی» که با کمک‌های مالی اندرو کارنگی در خیابان ۹۶ ساخته شد.

## جمعیت‌شناسی
بر پایه داده‌های سرشماری سال ۲۰۱۰، منطقهٔ ناحیهٔ اجتماعی شماره ۸ منهتن (که بخش بزرگی از اَپر ایست ساید را در بر می‌گیرد) دارای حدود ۲۲۵٬۹۶۰ نفر جمعیت بوده است. این منطقه یکی از متراکم‌ترین مناطق ایالات متحده از نظر جمعیت است. نرخ تحصیلات دانشگاهی، درآمد خانوار و امید به زندگی در این ناحیه بالاتر از میانگین شهر نیویورک است.
اَپر ایست ساید مدت‌هاست که محل سکونت نخبگان اقتصادی، فرهنگی و سیاسی آمریکا بوده و به‌عنوان نمادی از طبقهٔ ممتاز شهر شناخته می‌شود. با این حال، در بخش‌هایی از شمال‌شرقی محله و در امتداد خیابان دوم، ساختمان‌های اجاره‌ای با اجاره‌های کنترل‌شده یا یارانه‌ای نیز یافت می‌شود.

## ترابری
این منطقه از طریق چندین خط مترو به سایر نقاط منهتن و شهر نیویورک متصل است. خط دوم مترو منهتن (Second Avenue Subway) که فاز نخست آن در سال ۲۰۱۷ افتتاح شد، شامل ایستگاه‌هایی در خیابان‌های ۹۶، ۸۶ و ۷۲ شرقی است و بخشی از بار سنگین حمل‌ونقل را از خیابان لکسینگتون کاسته است. همچنین خط چهارم، پنجم و ششم مترو که در خیابان لکسینگتون امتداد دارد، از شریان‌های اصلی حمل‌ونقل در این ناحیه است.
سامانهٔ اتوبوس‌رانی شهر نیز به‌طور گسترده در این منطقه فعال است و اتوبوس‌های crosstown (شرق به غرب) در خیابان‌های ۷۲، ۷۹، ۸۶، ۹۶ و ۱۰۶ حرکت می‌کنند.

## اقتصاد و املاک
اَپر ایست ساید از گران‌ترین مناطق مسکونی شهر نیویورک به‌شمار می‌رود. املاک لوکس، آپارتمان‌های تعاونی، پنت‌هاوس‌ها و خانه‌های ردیفی قرن نوزدهمی از ویژگی‌های این محله‌اند. قیمت ملک در نوار خیابان پنجم و در نزدیکی سنترال پارک، به‌ویژه بین خیابان‌های ۶۰ تا ۹۶، در بالاترین سطح بازار املاک نیویورک قرار دارد.
فروشگاه‌های برندهای لوکس، بوتیک‌ها، گالری‌های هنری و رستوران‌های مجلل نیز در امتداد خیابان‌هایی مانند مدیسون اَوِنیو واقع شده‌اند.

## تحولات در سدهٔ بیستم
در آغاز سدهٔ بیستم، اَپر ایست ساید به‌سرعت به‌عنوان مرکز سکونت اشرافیت و طبقهٔ ممتاز نیویورک تثبیت شد. خانواده‌هایی مانند راکفلر، کارنگی، فریک، دوک و ویتنی در این ناحیه خانه‌هایی اعیانی ساختند یا اقامت گزیدند. این محله به نمادی از ثروت، فرهنگ و نفوذ سیاسی بدل شد.
با پیشرفت مترو نیویورک، به‌ویژه گسترش خط لکسینگتون، دسترسی عمومی به این منطقه افزایش یافت و این امر موجب گسترش ساختمان‌های آپارتمانی بزرگ و پرجمعیت در کنار خانه‌های شهری شد. بسیاری از عمارت‌های خصوصی قرن نوزدهمی در دهه‌های ۱۹۲۰ و ۱۹۳۰ تخریب شدند و جای خود را به آپارتمان‌های تعاونی و برج‌های لوکس دادند.
در نیمهٔ سدهٔ بیستم، مهاجرت‌های گسترده از اروپا، به‌ویژه آلمان و یهودیان اروپایی، باعث شد چهرهٔ اجتماعی نواحی شمال‌شرقی این منطقه، مانند یورک‌ویل، رنگی چندفرهنگی به خود گیرد. خیابان‌های اطراف خیابان دوم پر شدند از رستوران‌ها، نانوایی‌ها و فروشگاه‌هایی با رنگ‌وبوی آلمانی، اتریشی، مجاری و چکی.
از دههٔ ۱۹۷۰، همزمان با کاهش نرخ جرم و افزایش سرمایه‌گذاری شهری، ارزش املاک در اَپر ایست ساید به‌شدت رشد کرد. خیابان‌هایی که زمانی طبقهٔ متوسط یا کارگر در آن سکونت داشتند، دستخوش نوسازی شهری (gentrification) شدند. در این روند، بسیاری از ساکنان قدیمی از نواحی شمال‌شرقی به دلیل افزایش اجاره‌ها ناگزیر به ترک منطقه شدند.
در دهه‌های اخیر، ساخت برج‌های جدید، گسترش خط دوم مترو و افزایش امکانات عمومی، جذابیت اَپر ایست ساید را برای طبقات ثروتمند و خانواده‌های مرفه بیش از پیش افزایش داده است. در عین حال، دغدغه‌هایی نیز در خصوص حفظ هویت تاریخی، کنترل تراکم ساخت‌وساز و حفظ بافت اجتماعی محله مطرح بوده‌اند.